# آلوارو دومینگز (بازیکن فوتبال، زاده ۱۹۸۱)
آلوارو دومینگز (انگلیسی: Álvaro Domínguez؛ زادهٔ ۱۰ ژوئن ۱۹۸۱) بازیکن فوتبال اهل کلمبیا است.
از باشگاه‌هایی که در آن بازی کرده‌است می‌توان به باشگاه فوتبال سیون، باشگاه ورزشی دیپورتیوو کالی و باشگاه ورزشی اتلتیکو جونیور، باشگاه ورزشی دیپورتیوو کالی اشاره کرد.
وی همچنین در تیم ملی فوتبال کلمبیا بازی کرده‌است.